# Субстрат (лингвистика)
Вижте пояснителната страница за други значения на субстрат.
Субстрат (от латински: substerno – постилам отдолу, подлагам, подчинявам) е изместеният, победеният език на автохтонното население, разглеждан с оглед на влиянието, което е оказал върху езика победител, наслоил се върху него.
Територията на Франция е била обитавана в древността от келтски племена (гали), които са били романизирани в резултат на римското владичество. Следи от езика на галите (т.е. келтски субстрат) се откриват главно в лексиката на френския език – названия, свързани главно със селския бит и стопанство, с природата.